# Будда
Бу́дда (санскр. बुद्ध, трансліт. buddha, досл. «пробуджений») — людина, що досягла, згідно з буддійським міркуванням, пробудження (бодгі) і вийшла з кола страждань (сансара). Існує нескінченна кількість Будд, одним з яких був історичний Будда Ґаутама.

## Термін
Слово buddha в санскриті є пасивним дієприкметником минулого часу від дієслівного кореня budh, बुध् (від гіпотетичного етимона *bhudh за законом Грассмана). Перехід budh-ta → bud-dha пояснюється законом Бартоломея[джерело?]. Називним відмінком слова «Будда» є buddhas у санскриті та buddho у середньоіндійській мові палі, і тому деякі вчені використовують ці форми. Однак, оскільки в західній науці індійські слова вживаються в кореневій формі, а не в називному, за прикладом місцевих лексикографів і граматистів, форма buddha стала загальноприйнятою.
Вважається, що кореневе значення «пробуджувати» має той самий індоєвропейський етимон, що й литовське bundù, bùsti «пробуджувати», українське «будити» або давньогрецьке πυνθάνομαι (punthanomai) «запитувати» (або, після глибокої семантичної еволюції, німецьке bieten «просити»), серед багатьох інших похідних в індоєвропейських мовах. Західні мови запозичили санскритський термін, адаптувавши його до власного написання (Buddha у французькій мові, Buddha у німецькій, buda в іспанській тощо).

## Три стадії пробудження

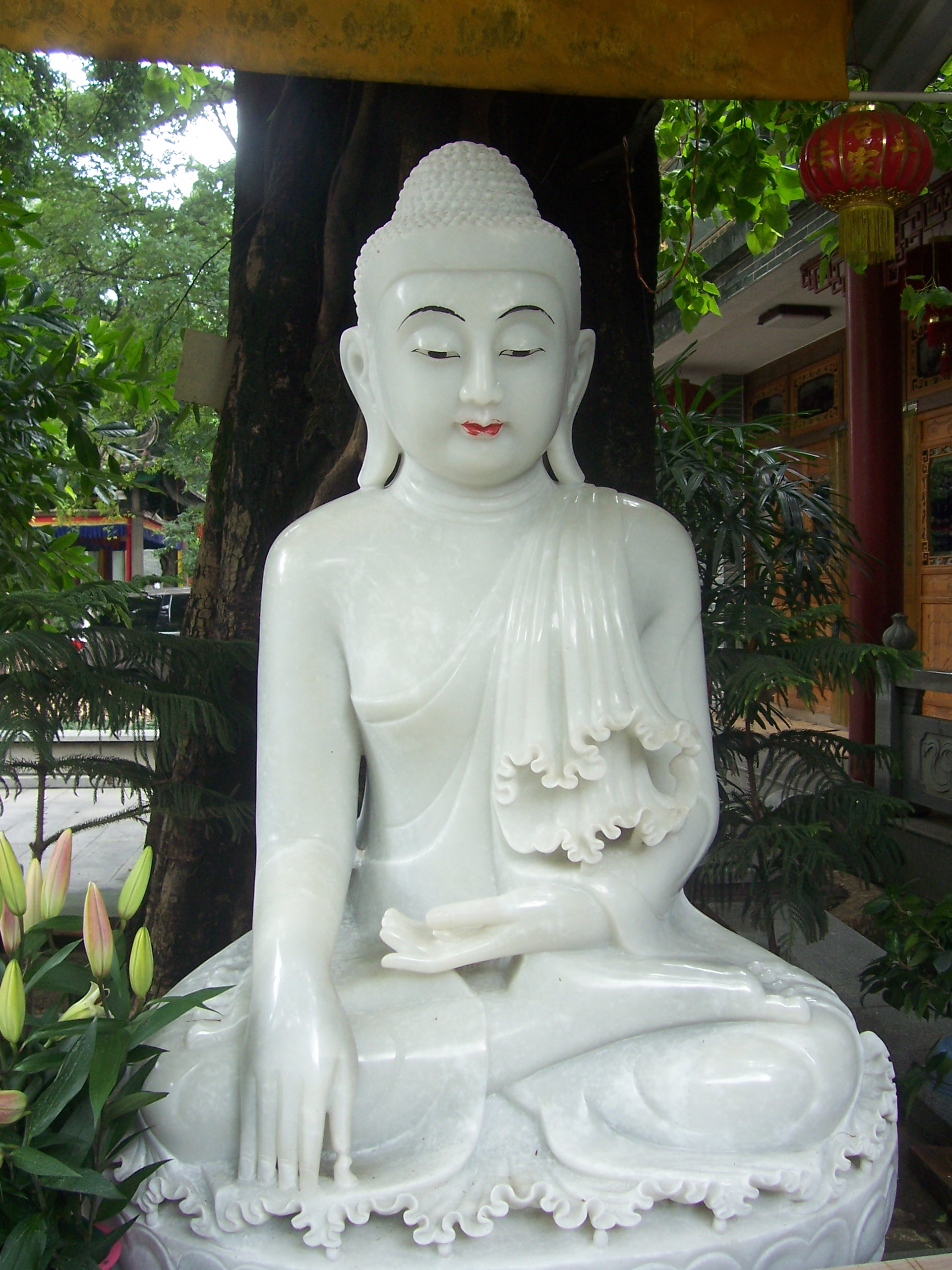
Статуя Будди в храмі Шести Банів у Гуанчжоу.

Від самого початку палійські тексти розрізняють три шляхи до пробудження:
- шравакабудда (палі sāvaka-buddha) — той, хто досяг нірвани завдяки вченню Будди. Його частіше називають архатом і не завжди вважають Буддою. Його практика на шляху до пробудження і звільнення — це «шлях слухача» або шравакаяна;
- пратьякабудда (палі Paccekabuddha) — той, хто знайшов шлях сам, але не має здатності звільняти інших істот. Його практика, спрямована на пробудження і звільнення, — це «шлях Будди для себе» (палі pratyekabuddhayāna);
- бодхісатва — той, хто склав обітницю йти шляхом, вказаним Буддою Шак'ямуні, прийняв притулок з трьома коштовностями (Буддою, Дхармою і Сангхою) і суворо дотримується дисциплін, призначених для бодхісатв, щоб насамперед допомагати іншим живим істотам пробудитися, відкладаючи своє власне звільнення від сансари зі співчуття.[3] Його практика на шляху до повного пробудження — це «шлях бодгісаттви» (палі bodhisattvayâna).

Також існує й інші терміни:
- Архат: той, хто дотримується вчення сам'яксамбуди й досягає реалізації нірвани. Цей термін використовується в буддизмі тхеравади і означає найвищу реалізацію, до якої можна прагнути, оскільки ім'я Будда застосовується лише до історичного Будди.
- Сравакас: означає «слухач» або «послідовник» і стосується кожного, хто дотримується вчення Будди, слухаючи і зберігаючи його, але ще не досяг нірвани і не є архатом.

У буддизмі махаяни кожен з цих трьох типів учнів може стати сам'яксамбуддою (санскр. pāli sammāmsam-buddha), чистим і досконалим Буддою, тим, хто самостійно досягнув чистого і досконалого просвітлення (сам'яксамбодхі) і має здібності навчати Дхармі. Досягнення цього пробудження вимагає йти або шляхом бодхісаттви, або шляхом «Єдиної колісниці», що викладений в різних сутрах, як-от Лотосова сутра. 
Після нірвани Будда звільняється від усіх пут (самйоджана), але все ще може бути уражений хворобою або отруєний; хоча його тіло має тридцять два відмінні знаки, воно, з усім тим, складається з чотирьох елементів і тому є тлінним. Однак у деяких текстах йдеться про фактичну невразливість досконалого Будди, яка є результатом того, що він усунув свою погану карму, зокрема, пожертвувавши частинами свого тіла, або навіть життям, протягом багатьох існувань.

## Характеристики Будди

### Сто дванадцять знаків
Тіло кожного Будди прикрашене тридцятьма двома основними знаками й 80-ма другорядними: наприклад, на ступнях і руках зображено колесо, статеві органи заховані в піхву, а на голові є сорок зубів. Існує також вісімдесят другорядних знаків, таких як добре розвинений статевий орган, молодість тіла, свастика на руках і надушене волосся.
Більшість буддистів, особливо Тхеравада, вважають ці знаки забобонними або міфічними, відповідно до брахманістської традиції того часу. Це здається особливо малоймовірним тому, що Будду можна ідентифікувати за такими специфічними фізичними характеристиками, що в кількох суттах відвідувачі Гаутама Будди, які ніколи його не бачили, не можуть впізнати його серед монахів, які його оточують, і змушені запитувати про його присутність.
Основні особливості зображень Будди такі:
- витягнуті мочки вух: через важкі прикраси, які колись носив молодий принц Сіддхартха
- урна: невелика куля, що виступає з чола, символізує третє око; на деяких статуях це дорогоцінний камінь.
- ушніша: виступ мудрості на маківці черепа.
- одяг, який є шматком тканини, який не вирізаний і не зшитий, а просто задрапірований.

### Десять характеристик

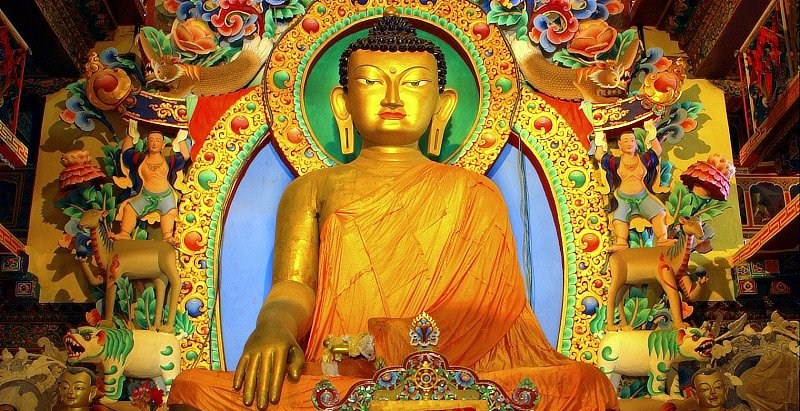
Статуя Будди Сак'ямуні в Таванг-Гомпі

Деякі буддисти медитують на (або споглядають) Будду за допомогою десяти характеристик:
- Гідний або благородний
- Досконало самопросвітлений
- Досконалий у знаннях та поведінці
- Славний або божественний
- Неперевершений у пізнанні світу
- Неперевершений лідер людей
- Володар богів і людей
- Просвітлений або піднесений
- Благословенний або щасливий
- Знає світло і темряву

Ці характеристики часто згадуються в буддійських писаннях і щодня читаються в багатьох буддійських монастирях.

## Зображення Будди в мистецтві
Будди часто зображуються на статуях і картинах. Поширені моделі включають в себе:
- Сидячий Будда
- Лежачий Будда
- Будда-пішохід
- Виснажений Будда.
- Усміхнений Будда

Статуя Гаутама Будди, що зображує, як він викликає блискавку, є поширеною позою в Лаосі.